# Частина світу

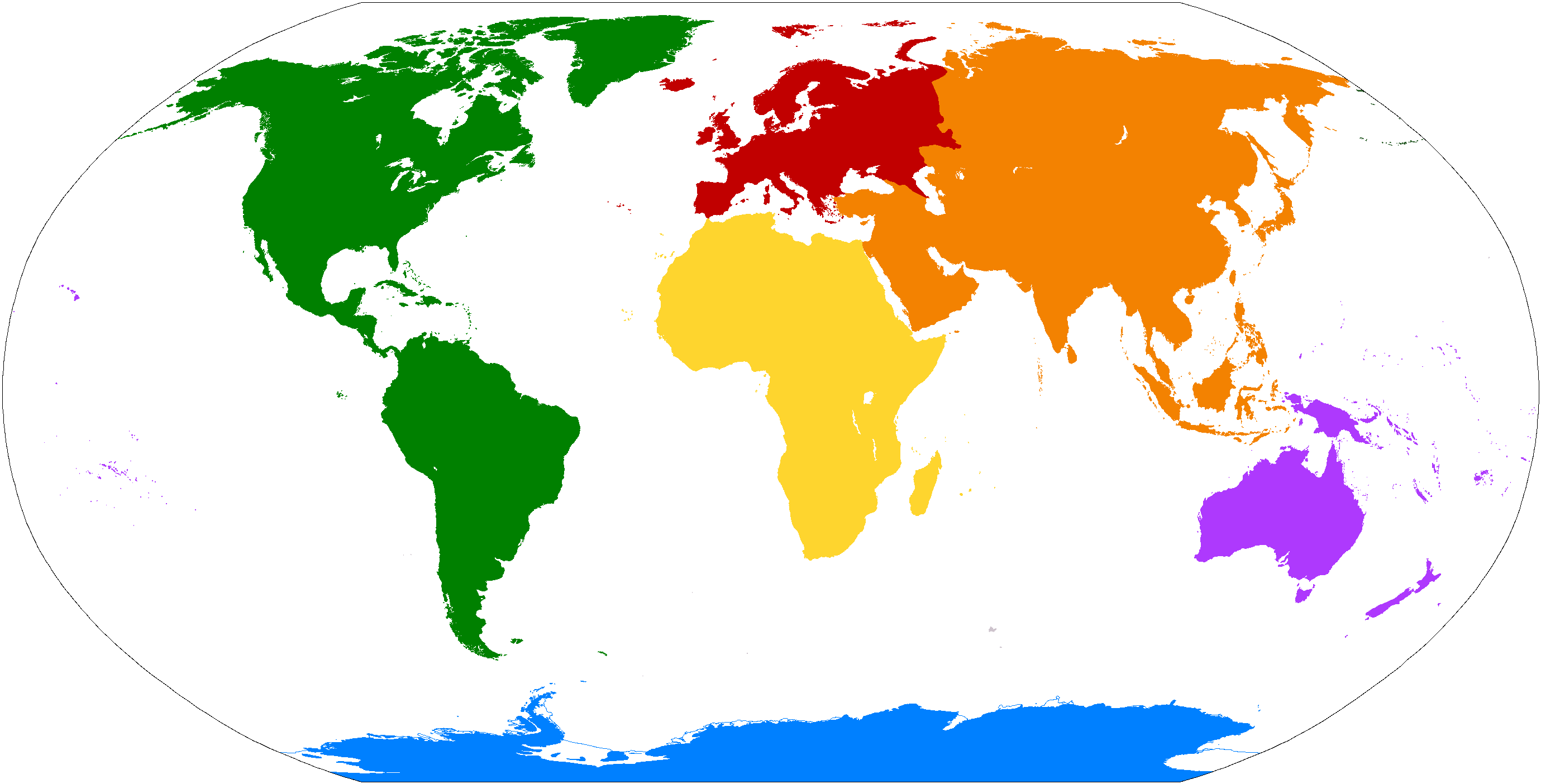
Частини світу позначені різними кольорами:
Австралія і Океанія — бузковим;
Азія — помаранчевим;
Америка — зеленим;
Антарктика — блакитним;
Африка — жовтим;
Європа — червоним.

Частини світу — це найбільші глобальні географічні регіони, до яких належать материки чи їхні значні частини разом із прилеглими островами. Зазвичай виділяють шість частин світу:
1. Австралія і Океанія
2. Азія
3. Америка
4. Антарктика
5. Африка
6. Європа

Існує різниця між поняттями «материк» і «частина світу». Поділ на материки здійснюється за ознакою відокремлення водним простором від інших материків, а частини світу — поняття радше історико-культурне. Так, материк Євразія складається з двох частин світу — Європи та Азії. А частина світу Америка розташована на двох материках — Південна Америка і Північна Америка. До того ж частини світу містять і прилеглі острови, тому хоча й немає материка Океанія, відповідні острови входять до частини світу Австралія і Океанія.
Історично греки античного світу розділяли населену ними ойкумену на дім — Європу та схід — Азію. За часів Римської імперії, після захоплення південного узбережжя Середземного моря на картах з'явилася третя частина світу — Африка. Разом з Європою та Азією вона входить у Старий світ. Четверта частина світу, яка об'єднує Північну та Південну Америку, — Новий світ — стала відомою з настанням Доби великих географічних відкриттів. Пізніше були відкриті ще дві частини світу: Австралія і Океанія у XVII столітті та Антарктика на початку XIX століття.